# Minerva Motors

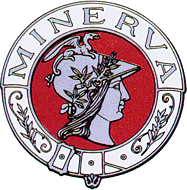
Minerva Logo

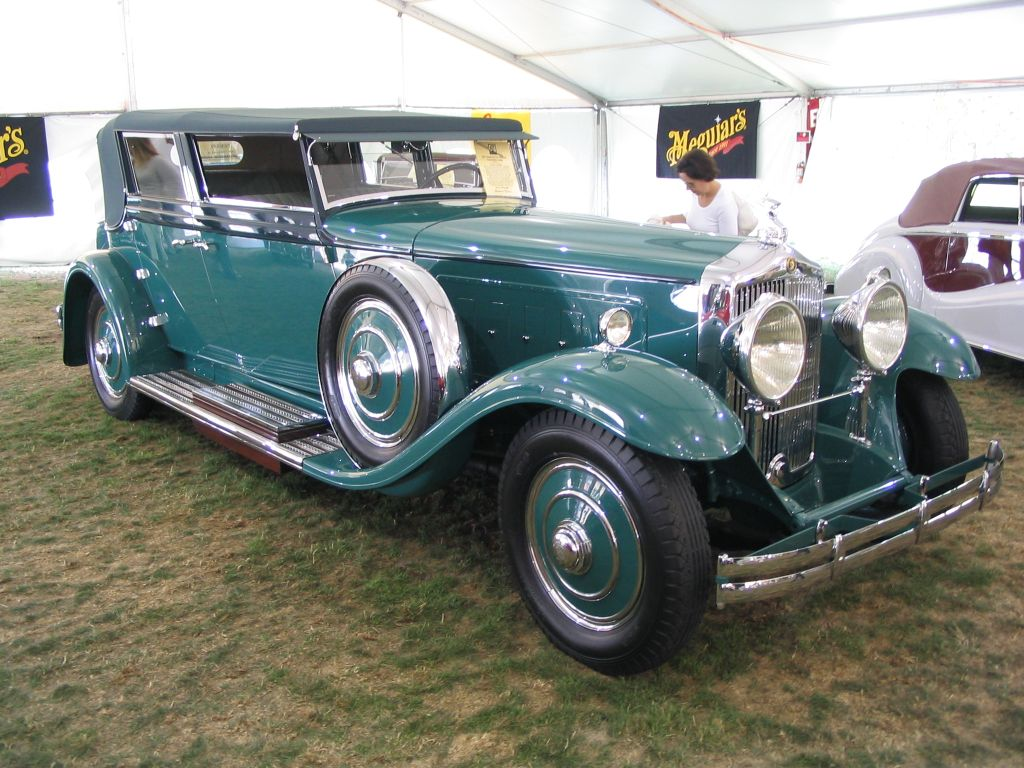
1931 Minerva Typ AL Rollston

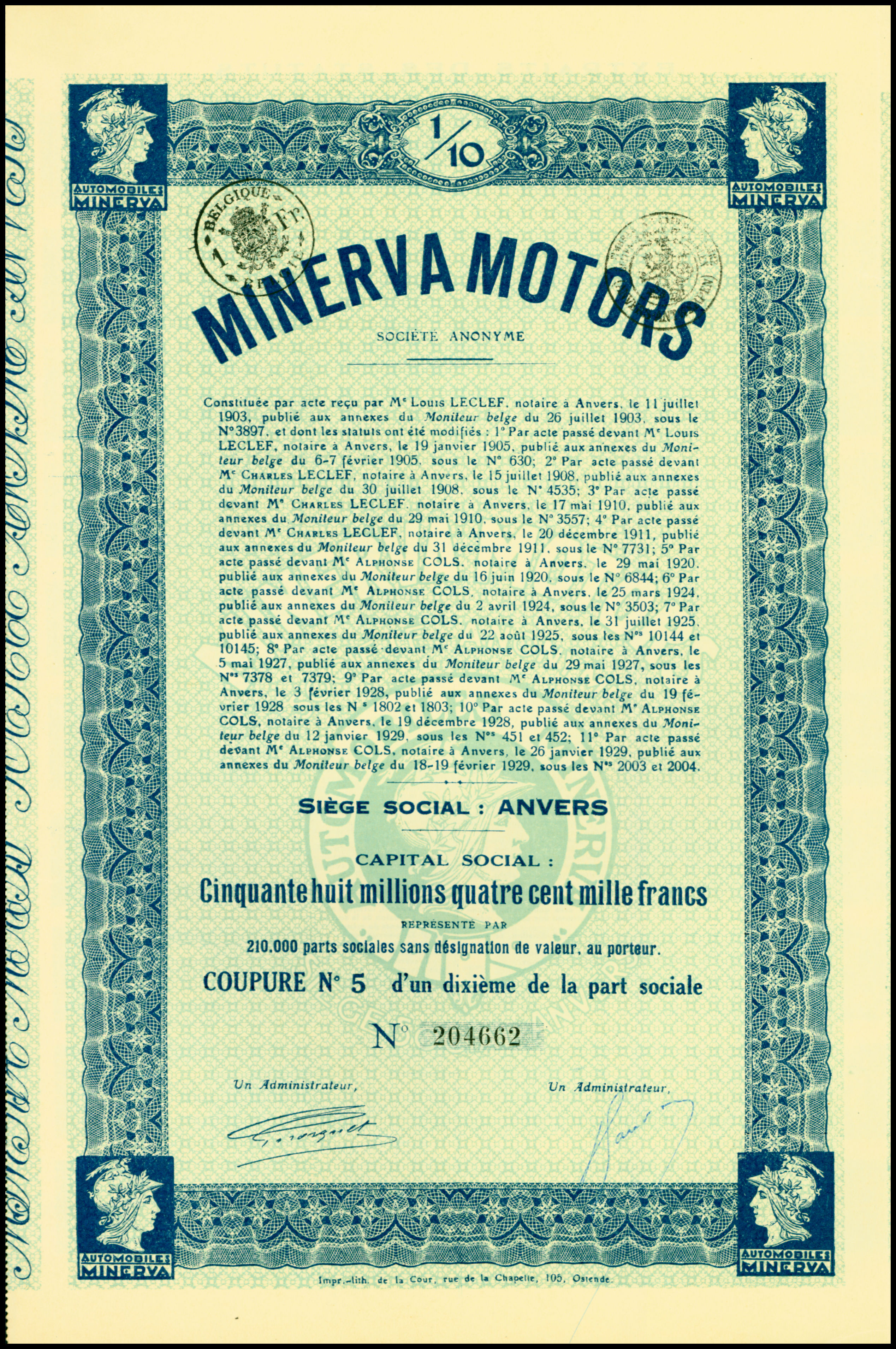
Part Sociale der Minerva Motors S.A. vom 19. Februar 1929

Minerva Motors war ein belgischer Fahrzeughersteller, der von 1897 bis 1956 aktiv war. Schwerpunkt waren Luxusautos.

## Beschreibung
Der Belgier Sylvain de Jong (1868–1928) gründete 1897 die Fahrradfabrik Minerva in Antwerpen. 1900 begann er, einen 3 bzw. 4 PS starken Schweizer Einzylindermotor der Marke Zedel an seine Fahrräder zu montieren. Nach dem Erwerb einer Lizenz der Schweizer Ingenieure H. Lüthi und E. Zürcher (sie hatten einen 211-cm³-Motor entwickelt) begann er mit dem Bau von Motorrädern. Ihre Motoren waren zusammen mit dem Tank und der Zündung schräg unter dem Rohrrahmen angeordnet. Sein Vergaser funktionierte durch eine Berührungsfläche. Das Motorrad wurde über einen gedrehten, runden Leder-Riemen angetrieben. Der Lederriemen übertrug die Bewegung der Motorriemenscheibe auf eine andere Riemenscheibe größeren Durchmessers, die an den Hinterradspeichen des Fahrrads angebracht war. Diese Verbindung wurde als die Minerva-Position bekannt. Schnell errangen die Minerva-Motorräder durch ihre Zuverlässigkeit und ihre Siege auf der Rennbahn von Zurenborg einen guten Ruf. Dank der regen Nachfrage wuchs der Betrieb schnell und wurde in neue Gebäude verlegt.

## Leichte Automobile

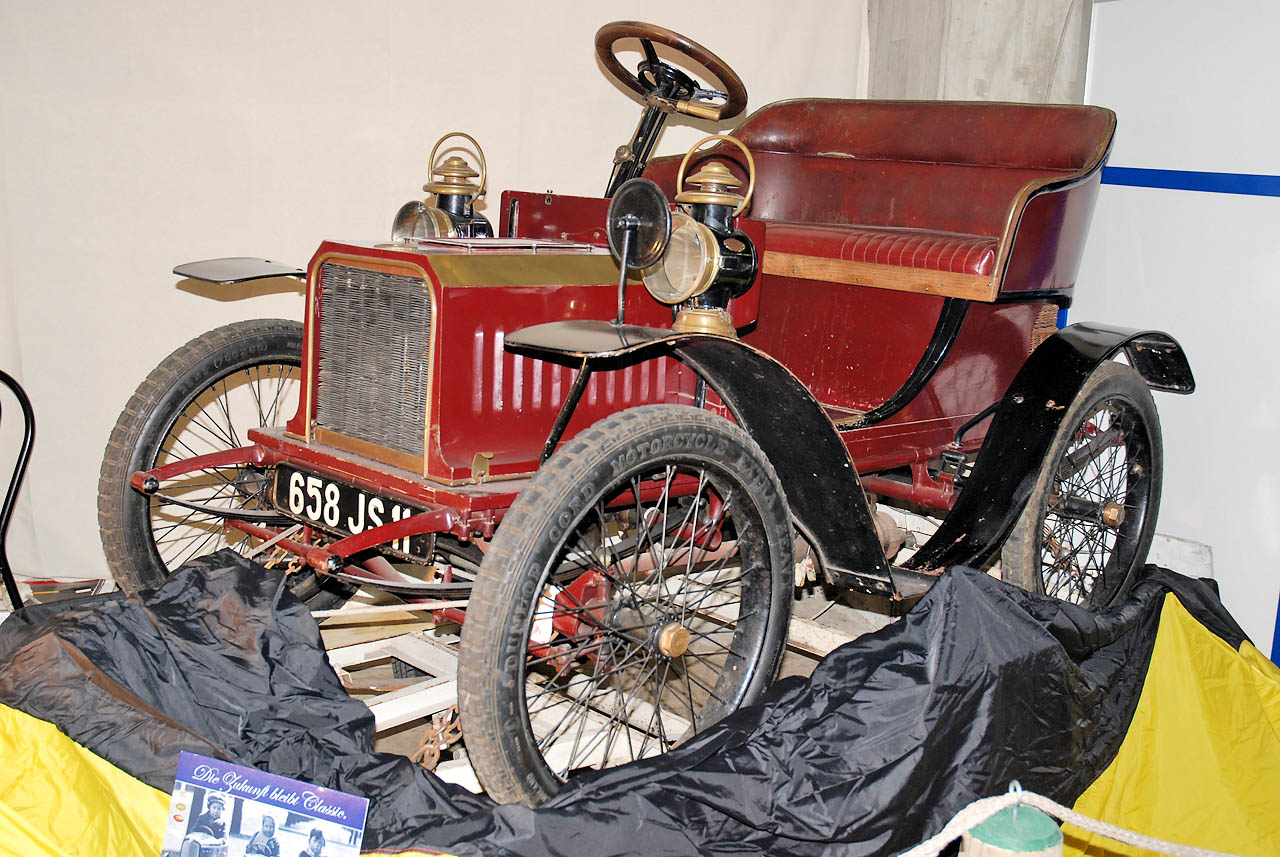
Minervette A

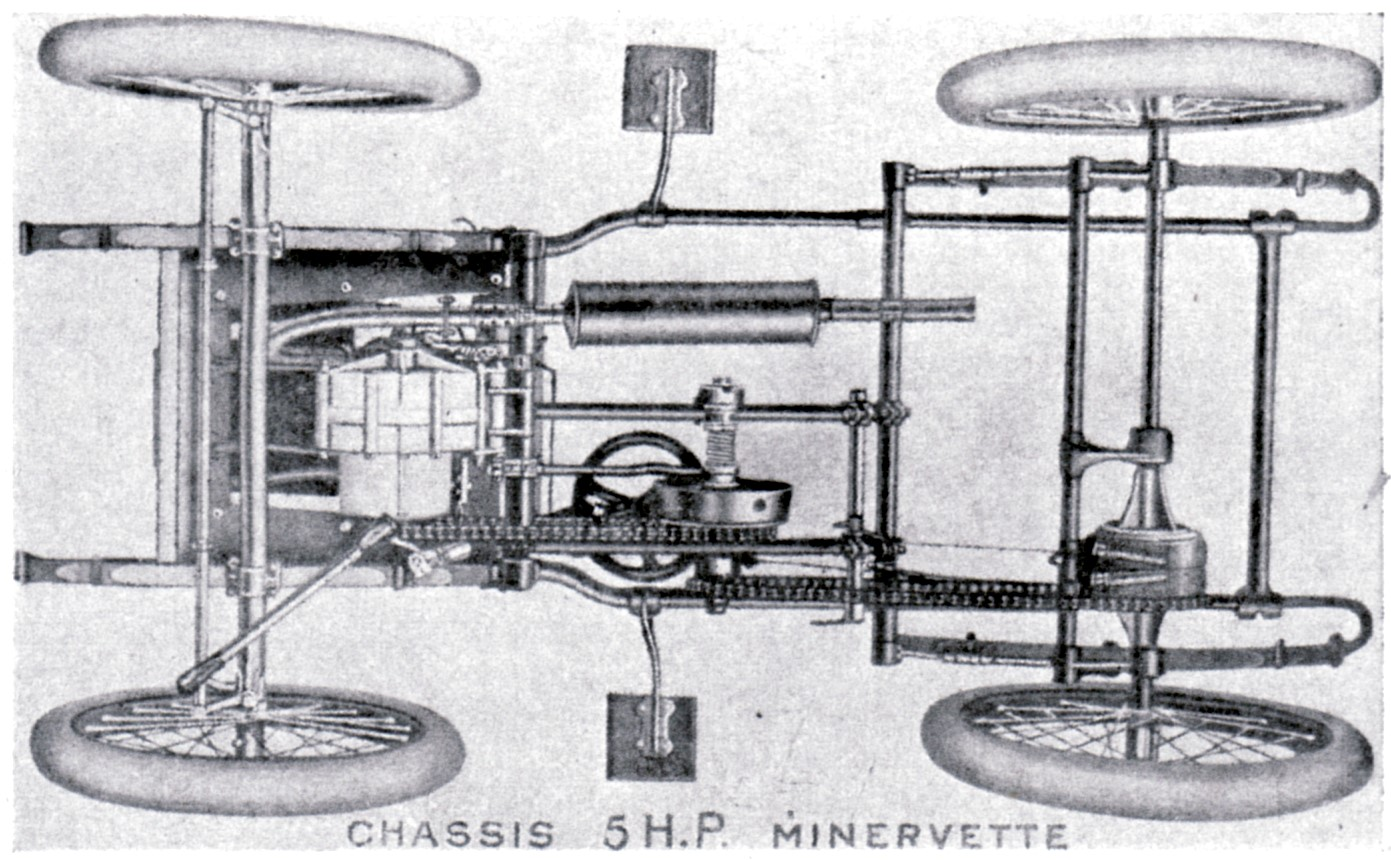
Minervette chassis 1906

Nach Versuchen mit leichten Automobilen wurden einige Jahre lang kleine Fahrzeuge mit Einzylindermotoren produziert, die den Namen Minervette erhielten. 1902 kam ein 6-CV-Vierzylindermodell hinzu. 1903 gründete de Jong in Berchem bei Antwerpen die NV Minerva Motors. 1904 begann er mit der Fertigung von Modellen mit Zwei-, Drei- und Vierzylindermotoren mit Kettentrieb und metallverkleidetem Holzrahmen. Die gesamte belgische Automobilindustrie fertigte im Jahr 1904 rund 1600 Fahrzeuge, wobei Minerva den größten Anteil dazu beisteuerte. 1907 belegten Minerva-Rennwagen die ersten drei Plätze beim Ardennenrennen für Kaiserpreis-Fahrzeuge. Nach diesem Dreifachsieg durch John Moore-Brabazon, Frederick Koolhoven und Kenelm Lee Guinness mit dem 8-Liter-Wagen widmete sich de Jong endgültig dem Bau von luxuriösen, großvolumigen Autos und stellte die Produktion von Fahrrädern und Motorrädern ein.
Charles Rolls, der später die Firma Rolls-Royce mitgründete, begann mit dem Verkauf des 14 CV starken 2,9-Liter-Minerva in England, was außer den Niederlanden, Frankreich und der Schweiz zum bedeutenden Markt wurde. Mit 105 £ war die Minervette mit 636 cm³ das billigste Auto auf dem britischen Markt.
1908 erwarb Minerva eine weltweite Lizenz für den Doppelschiebermotor des Amerikaners Charles Yale Knight. Diese Motoren liefen ausgesprochen ruhig und leise. Außer Minerva bauten auch die britischen Daimler und die französischen Panhard & Levassor Motoren dieser Konstruktion. Alle zukünftigen Automobile von Minerva blieben bei diesem Aggregat, und Ventilmotoren verschwanden aus dem Programm, was sich für Minerva schicksalhaft auswirken sollte. Bei den österreichischen Alpenwettbewerben und den schwedischen Winterwettbewerben stellte sich schnell mit dem neuen Triebwerk sportlicher Erfolg ein. Bald gehörte außer dem 6,5-Liter-Motor einer mit 2,5 und einer mit 4,5 Litern Hubraum zum Lieferprogramm von Minerva. Zu den bekanntesten Kunden der prestigeträchtigen Marke zählten die Könige von Belgien, Schweden und Norwegen und Henry Ford:

„Henry Ford, der Direktor der Ford-Automobilwerke, hat in Newyork eine Minerva-Knight-Limousine mit Innenlenkung zu seinem eigenen Gebrauch gekauft. Der Ankauf eines Minerva-Wagens durch einen der bedeutendsten Automobilfabrikanten Amerikas ist für die Antwerpner Fabrik ein überaus schmeichelhafter Beweis, welcher Wertschätzung sich ihre Erzeugnisse in den sachverständigen Kreisen erfreuen.“

## Luxuswagen
Als die meisten Autos noch über eine Kurbel zum Anlassen verfügten, baute Minerva schon auf Wunsch elektrische Anlasser und Beleuchtung ein. Außer den primitiven Blattfedern hatten Minervas schon Stoßdämpfer und spiralverzahnte Hinterachswinkelgetriebe.

### Minerva NN

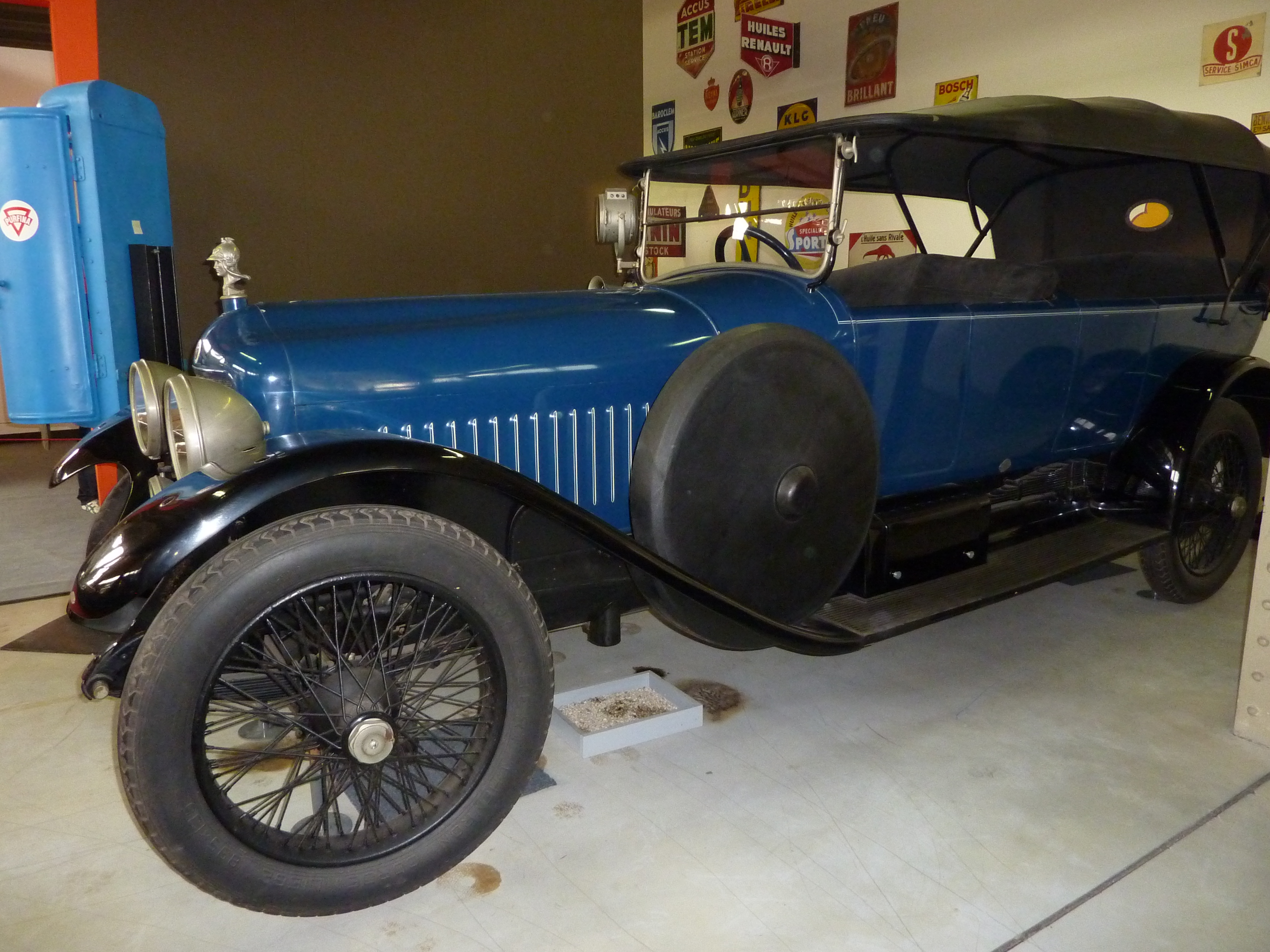
Minerva OO

Bei Ausbruch des Ersten Weltkriegs wurden noch vor Einmarsch der deutschen Truppen in fieberhafter Eile leicht gepanzerte Mannschaftstransportfahrzeuge und Mitrailleusen für das belgische Militär mit großvolumigen 7-Liter-Motoren in die schweren Fahrgestelle eingebaut. Während des Kriegs flohen die Ingenieure zusammen mit de Jong nach Amsterdam in die neutralen Niederlande, wo sie Bauteile entwickelten und sich auf die Rückkehr nach Kriegsende vorbereiteten. 1920 nahm Minerva die Produktion von Luxusautos mit dem Typ NN, einem 20 CV starken 3,6-Liter-Monobloc-Vierzylindermodell und dem Typ OO, einem 30 CV starken 5,3-Liter-Sechszylindermodell, wieder auf. Erprobte Vorkriegskonstruktionselemente, wie Tauchschmierung, Kühlung, Magnetzündung, Konuskupplung und das Kulissenvierganggetriebe, blieben allerdings weitgehend unverändert. Die Motoren hatten eine siebenfach gelagerte Kurbelwelle. Amerikanische Filmstars, Politiker und Industrielle mochten die Fahrzeuge. Sie hatten eine gleich hohe Qualität, wie sie Rolls-Royce berühmt machte, waren jedoch preislich etwas günstiger.

### Minerva AG
Bereits 1922 wurde ein kleineres Vierzylindermodell AG vorgestellt, dem 1923 ein Vierzylindermodell mit einem 15-CV-2-Liter-Motor folgte, dessen Leistung mit 55 PS angegeben wurde und der damit 80 km/h erreichte. Dazu kam ein 3,4-Liter-Sechszylinder 20 CV, der mit Bremsen an Vorder- und Hinterrädern und einer trockenen Mehrscheibenkupplung ausgestattet war. Seine Handbremse wirkte auf das Getriebe, und das Fahrzeug erreichte mit 82 PS eine Höchstgeschwindigkeit von 100 km/h. 1924 spendierte de Jong dem Vierzylindermotor zwei weitere Zylinder und stellte auf dieser Basis das neue Sechszylindermodell AB vor. 1925 kam das Modell AF mit einem 5,3-Liter-Sechszylindermotor auf den Markt, der bereits mit 100 PS Leistung angegeben wurde. In einem Gesamtbestand von 15.500 Personenwagen in der Schweiz befanden sich zu diesem Zeitpunkt 224 der Marke Minerva, die sich durch den Sieg bei Zuverlässigkeitsfahrten, insbesondere bei der Schweizer Alpenfahrt großes Ansehen erwarb.

### Minerva AK

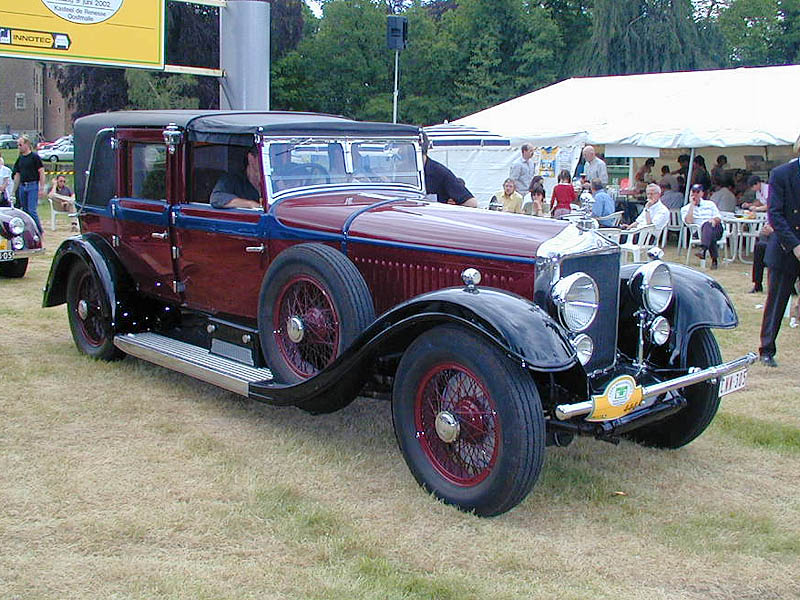
Minerva AK

1927 wurde der 30 CV durch das Modell AK mit einem 6-Liter-Motor ersetzt, ebenso wie das kleinere 2-Liter-15-CV-Modell durch den Typ AH 12/14 mit 2-Liter-Sechszylindermotor. Die neuen Modelle waren mit Dewandre-Vakuum-Servobremsen und Cantilever-Federn an den Hinterrädern ausgerüstet. Der herrschaftliche AK wurde wegen seiner hohen Qualität, Zuverlässigkeit und Bequemlichkeit in einem Atemzug mit Rolls-Royce, Hispano-Suiza, Voisin und Maybach genannt. Trotz des Todes von de Jong 1928 blieben große Luxusfahrzeuge die Spezialität des Unternehmens, das 4.300 Mitarbeiter in der Produktion von Motoren, Fahrgestellen, Karosserien von Personen- und Lastwagen beschäftigte und in den 1920er-Jahren jährlich etwa 2000 bis 2500 Fahrzeuge herstellte, davon etwa zwei Drittel von den kleinen Typen mit 2 bis 2,3 Litern Hubraum und ein Drittel von schwereren Modellen.

### Minerva AL

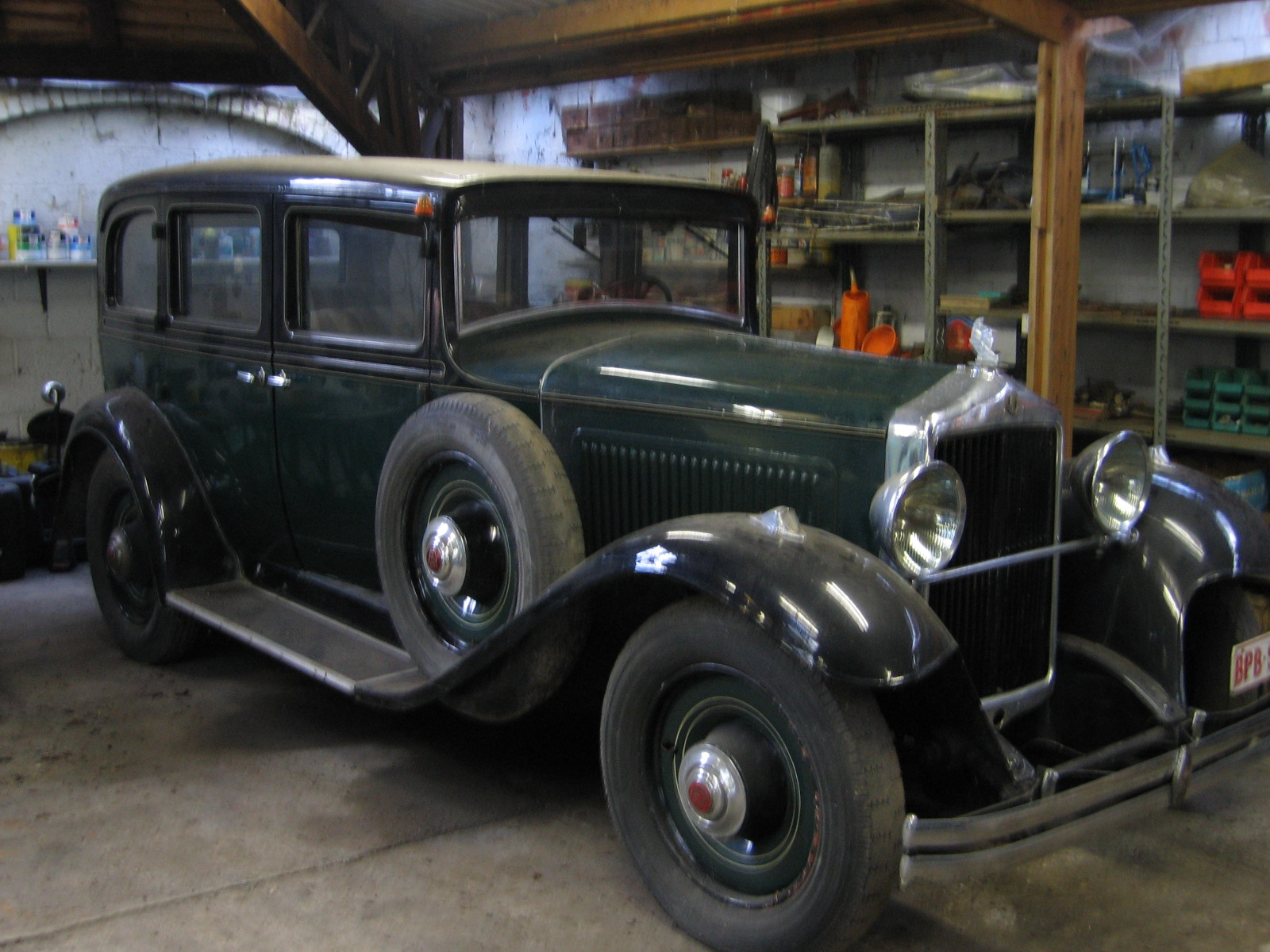
Minerva AR

1930 wurden die Modelle AL mit einem 6,6-Liter-Motor und AP mit einem 4-Liter-Aggregat vorgestellt. Der Reihenachtzylindermotor hatte 6616 cm³ Hubraum mit 90 mm Bohrung und 130 mm Hub. Dem Zeitgeist und Wunsch seiner Kundschaft folgend, stellte Minerva außerdem mit dem 6-Liter-Sechszylindermodell AKS sein 150 PS starkes, sportliches Spitzenmodell vor, das auch unter der Bezeichnung Speed Six bekannt wurde und 150 km/h Höchstgeschwindigkeit erreichte, von dem ein Exemplar sich im Deutschen Museum in München befindet. Das Sechszylindermodell AB wurde durch den Typ AE 20 HP mit 55 PS und das Modell OO durch den Typ AF 30 HP mit 75 PS abgelöst, der trotz seiner zwei Tonnen Gesamtgewicht 130 km/h schaffte. 1932 wurde als kleinstes Modell der AR mit einem Reihensechszylindermotor mit 3 Liter Hubraum präsentiert.

### Minerva CC5

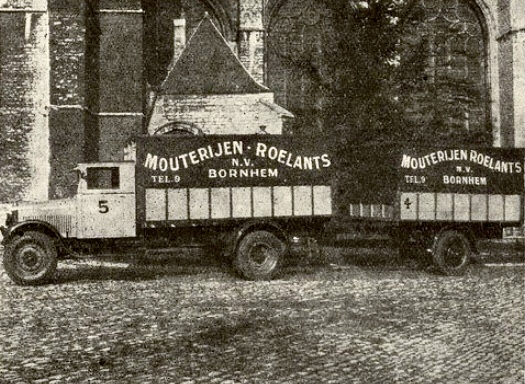
Minerva CC5

Der Minerva CC5 war ein Lastwagen für 10 t Zuladung.

## Fahrräder
Minerva stellte im Laufe der Zeit auch Fahrräder her. Rennräder wurden aus Rohrsätzen des italienischen Rohrbauers Columbus Tubi gebaut. Heute werden wieder Räder von Minerva vertrieben. Dabei handelt es sich um Alu-Trekking und Stadträder.

## Erster Weltkrieg

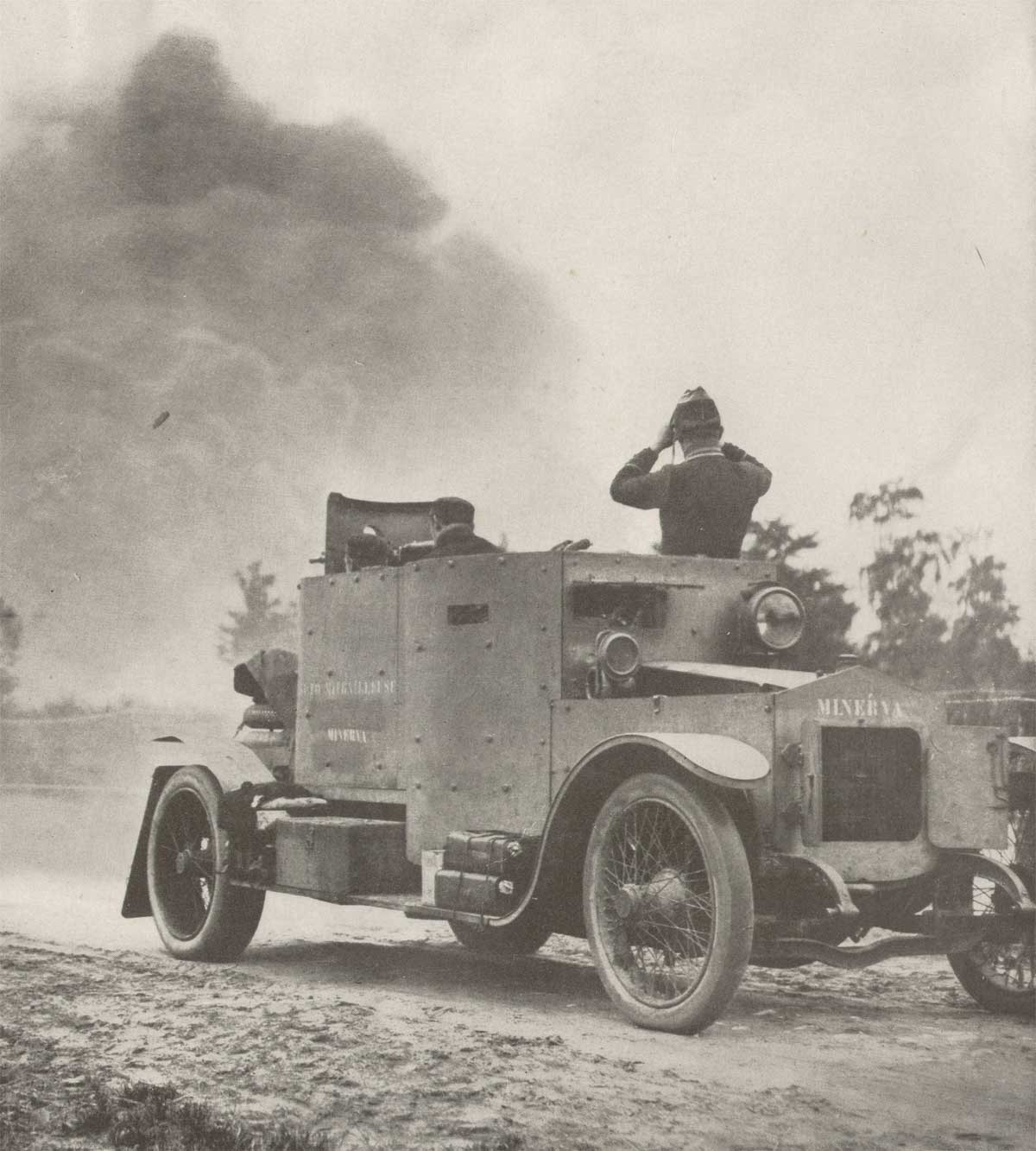
Minerva-Panzerwagen bei Antwerpen (1914)

Zur Produktion von Minerva im Ersten Weltkrieg sind wenig Informationen verbreitet. Bekannt ist ein Panzerwagen, der von Minerva gebaut wurde und auf den Chassis der schweren Automobile basierte.

## Wirtschaftskrise

### Minerva M4

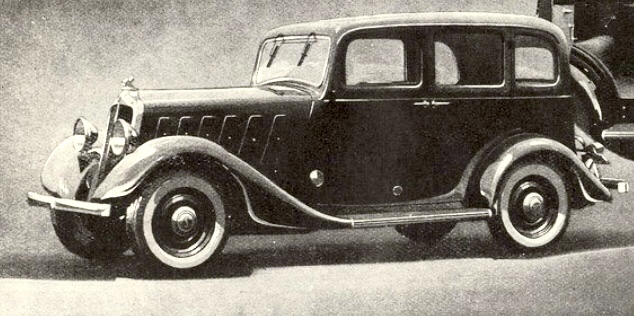
Minerva M4

Das letzte Modell war der 1934 vorgestellte M4 mit 2-Liter-Vierzylindermotor, der sich nicht gut verkaufte. Der Minerva M4 hatte einen Vierzylinder-Knight-Schiebermotor mit 1979 cm³ Hubraum mit 75 mm Bohrung und 112 mm Hub. Das Getriebe hatte drei Gänge. Der Tankinhalt betrug 50 l mit dem eine Reichweite von 400 km ermöglicht wurde.
Außerdem entstanden zumindest 1934 auch Omnibusse wie der HTM.
Wegen der hohen Zuverlässigkeit der Knight-Schiebermotoren entwickelte Minerva einen V-12-Flugzeugmotor mit 9,4 Liter Hubraum und einer Leistung von 150 PS. Wegen der Weltwirtschaftskrise in den 1930er-Jahren wurde die Gesellschaft unter der Firma Société Nouvelle Minerva reformiert, das New Yorker Vertriebsbüro geschlossen, die Londoner Filiale neu organisiert und 1936 mit dem anderen belgischen Konstrukteur Imperia fusioniert. Imperia stellte ein weiteres Jahr Minervas und das Modell AP bis 1938 her. Für den Export nach England und Frankreich wurden die Personen- und Lastwagen als Minerva-Imperias gekennzeichnet.

## Zweiter Weltkrieg
Während des Zweiten Weltkrieges dienten die Geschäftsräume als Niederlassung des Erla Maschinenwerks, in denen Messerschmitt-Bf-109-Flugzeuge repariert wurden. Am 8. April 1943 wurde es Ziel eines Bombardements, das zivile Opfer forderte.

## Zusammenarbeit mit Rover

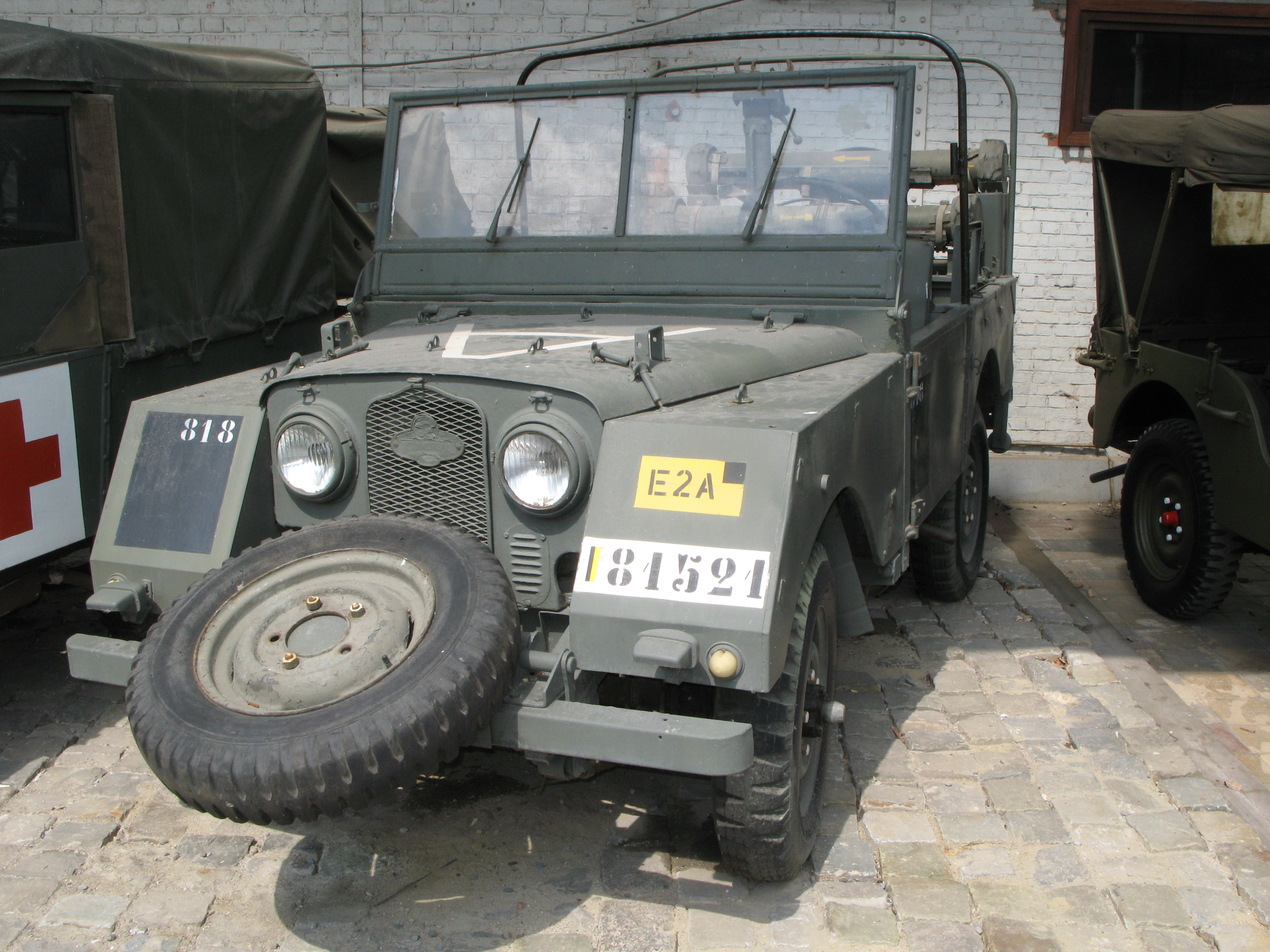
Minerva Land Rover

Nach dem Zweiten Weltkrieg produzierte das Unternehmen bis 1953 den britischen Land Rover unter Lizenz für die belgische Armee. Es gab Pläne zum Wiedereintritt in den Markt für Personenwagen, aber sie kamen nie über das Stadium von Prototypen hinaus. Nach Ablauf der Lizenz des  Land Rovers entwickelte Minerva noch zwei eigene Offroader, den C20 und den C22, von denen aber nur eine Handvoll gebaut wurde.
Noch heute gibt es weltweit einige Minerva in fahrbarem Zustand.

## Stückzahlen
Die Original-Werksunterlagen zur Produktion sind offenbar irgendwann verloren gegangen, es gibt zum Produktionsumfang daher nur Schätzungen:
1900: etwa 200 Fahrräder/Monat
1902: 35 Motoren/Tag, also etwa 1000 im Jahr
1902–03: wenige Autos/Jahr
1905: 5000–6000 Motoren und Motorräder, 600 Minervetten, 300 größere Autos
1906/07: etwa 600 Autos/Jahr
1912: 1600 Arbeiter und Angestellte, u. a. 1200 Fahrgestelle/Jahr
1913: Beginn des LKW-Baues. Die Zahl von 3000 gebauten Autos ist sicher zu hoch, richtig ist dagegen, dass die Fabrikanlagen erweitert wurden, um irgendwann in Zukunft einmal 3000 Autos pro Jahr bauen zu können. Die Zahl der gebauten Autos dürfte dagegen nur geringfügig über der von 1912 gelegen haben, vielleicht 1300 Stück.
Herbst 1914 bis Frühjahr 1919: Kriegsbedingt keine Produktion, anschließend Wiederaufnahme der Produktion bis Herbst 1919 durch Streiks verschleppt
1919: 250 Stück des Typs 20Cv und 70 Stück des Typs 30 CV
1920: 311 Stück des Typs 20Cv und 343 Stück des Typs 30 CV
1925/26: Höchste erreichte Jahresproduktion: etwa 2500 bis 3000 Kraftfahrzeuge, davon 1000 nach Großbritannien exportiert
1926/27: Von den gebauten Typen sind 2/3 12CV Sechszylinder, 1/3 alle übrigen Typen zusammen
Ende 1928: Die Belegschaft besteht aus 6000 Arbeitern und 800 Angestellten, die Werkfläche beträgt knapp 200.000 m².
ab 1929: Die Zahl der Beschäftigten sinkt ständig: 4400 Arbeiter 1929, 3000 Arbeiter 1930, 1800 Arbeiter 1932, 1200 Arbeiter 1934, es kommt zu größerer Überproduktion (s. u.)
1931: Es werden noch 2000 Pkw und 300 Lkw hergestellt Vom Typ AL entstehen insgesamt maximal 120 Stück.
1934: Vom Typ M-4 werden insgesamt maximal 300 bis 400 Stück gebaut, noch 600 in den Vorjahren produzierte unverkaufte Pkw befinden sich im Lager.
ab 1935: Es werden noch einige wenige Pkw aus Restteilen bis etwa 1937/38 zusammengesetzt, im Übrigen Nutzfahrzeugproduktion von 100–300 Einheiten jährlich.
Mai 1940 bis Ende 1945: Kriegsbedingt keine Produktion
1946: Etwa 100 leichte Lkw des Typs C-15 werden gebaut
1951–54: Etwa 500 Arbeiter bauen insgesamt etwa 9000 Land-Rover in Lizenz für die belgische Armee